# Karl Schulz (General, 1820)
Karl Hugo Johann Philipp Schulz (* 1. Mai 1820 in Leobschütz, Provinz Schlesien; † 15. Dezember 1909 in Brieg, Landkreis Brieg) war ein preußischer Generalmajor.

## Leben
Seine Eltern waren der Justiziar August Schulz († 1833) und dessen Ehefrau Josephine, geborene Richter († 1826). Schulz besuchte die Gymnasien in Leobschütz und Brieg. Nach seinem Abschluss trat er am 1. November 1837 als Pionier in die 6. Pionier-Abteilung der Preußischen Armee ein und absolvierte zur weiteren Ausbildung ab Oktober 1838 für ein Jahr die Vereinigte Artillerie- und Ingenieurschule. Nach seiner Rückkehr wurde er am 5. September 1840 zum Portepeefähnrich ernannt. Vom 1. Oktober 1840 bis zum 1. Juli 1842 war er nochmals in die Artillerie- und Ingenieurschule abkommandiert. In dieser Zeit wurde er am 28. September 1841 zum Sekondeleutnant befördert, der 2. Ingenieur-Inspektion aggregiert und in die 5. Pionier-Abteilung versetzt. Nach seiner Rückkehr wurde er am 1. Mai 1845 in die 2. Ingenieurinspektion einrangiert und am 9. Oktober 1845 zu Fortifikationsdiensten in die Festung Silberberg abgeordnet, am 27. Oktober 1847 kam er dann zu Fortifikationsdiensten in die Festung Neiße und am 18. September 1849 in gleichen Auftrage in die Festung Schweidnitz. Am 1. Februar 1850 wurde er zum Adjutanten der 3. Pionierabteilung ernannt und am 30. September 1851 zum Premierleutnant befördert. Anschließend wurde er am 25. Oktober 1853 zu Fortifikationsdiensten nach Magdeburg versetzt. Dort stieg er am 1. Juni 1854 zum Hauptmann auf. Am 29. Mai 1856 kam er in die 1. Ingenieur-Inspektion und wurde dort Kommandeur der 2. Kompanie der 2. Pionier-Abteilung. Am 13. Mai 1864 wurde er nach Kolberg kommandiert, wo er die Geschäfte des Ingenieuroffiziers vom Platz übernahm. Am 11. Juni 1864 wurde er als Ingenieuroffizier bestätigt und am 12. September 1865 zum Major befördert. Während des Deutschen Krieges wurde er am 1. Juli 1866 mit der Errichtung eines Zeltlagers für 10.000 Kriegsgefangene bei Cörlin beauftragt. Am 30. Oktober 1866 wurde er Kommandeur des Pionier-Bataillons Nr. 8. Am 22. März 1868 erfolgte seine Beförderung zum Oberstleutnant.
Während des Deutsch-Französischen Krieges war er Kommandeur der Pioniere des VIII. Armee-Korps. Als solcher nahm er in den Schlachten bei Spichern, Gravelotte, Amiens, an der Hallue, Bapaume und Saint-Quentin sowie den Gefechten bei Berteaucourt und Buchy teil. Ausgezeichnet mit beiden Klassen des Eisernen Kreuzes, erhielt er nach dem Friedensschluss am 18. August 1871 den Charakter als Oberst und wurde am 10. Mai 1872 mit der Wahrnehmung der Geschäfte als Inspekteur der 4. Pionier-Inspektion beauftragt. Am 11. Juni 1872 bekam er sein Patent als Oberst mit Datum zum 18. August 1871 und wurde zeitgleich von seinem Kommando entbunden. Aber am 12. Oktober 1872 kehrte er als Inspekteur in die 4. Pionier-Inspektion zurück. Am 12. April 1873 kam er als Inspekteur in die 2. Pionier-Inspektion. Anlässlich des Ordensfestes wurde er im Januar 1875 mit dem Roten Adlerorden III. Klasse mit Schleife ausgezeichnet und am 15. Mai 1875 unter Verleihung des Charakters als Generalmajor mit Pension zur Disposition gestellt. Am 25. Jahrestag der Schlacht bei Saint-Quentin würdigte ihn Kaiser Wilhelm II. mit dem Kronen-Orden II. Klasse. Er starb am 15. Dezember 1909 in Brieg.

## Familie
Schulz heiratete am 8. Juni 1856 in Magdeburg Johanna Nelle (1834–1909), eine Tochter des Magdeburger Kaufmanns Jaques Nelle. Das Paar hatte mehrere Kinder:
- Susanne (* 1859)
- Erich (* 1862), preußischer Hauptmann
- Paul (* 1866)
- Hans (* 1874), Major der Schutztruppe in Deutsch-Ostafrika